# مطار جيانغوان
مطار جيانغوان (بالإنجليزية: Jiangwan Airport)‏ و() () مطار مغلق يقع بمدينة شانغهاي في الصين. .

## وصلات خارجية
- http://www.flightstats.com/go/Airport/airportDetails.do?airportCode=